# Качава (Україна)
Кача́ва — річка в Україні, у  Тернопільському районі Тернопільської області. Ліва притока Теребної (басейн Дністра).

## Опис
Довжина річки 11 км, похил річки — 2,2 м/км. Формується з багатьох безіменних струмків та водойм. Площа басейну 49,3 км².

## Розташування
Бере початок на південно-західній стороні від села Поплави. Тече переважно на північний захід через Костянтинівку та Малий Ходачків. У селі Романівка впадає в річку Теребну, ліву притоку Гнізни Гнилої.
Річку перетинає автомобільна дорога Т 2002.